# Экельн, Фёдор Андреевич
Фёдор Андреевич фон Экельн (1746—1804) — русский генерал, командир Тульских оружейных заводов.

## Биография
Происходил из немецких дворян города Деленбурга и родился в 1746 году.
Первоначально служил в Германии, а в 1772 г. в чине майора перевелся на русскую службу. 13 марта 1773 г. Экельн был произведён в капитаны с назначением дивизионным квартирмейстером в Генеральном штабе.
Во время Турецкой кампании 1773 г. Экельн находился в войсках графа Румянцева, 11 июня участвовал в переправе через Дунай у Гуробала главной армии, предназначенной для занятия Силистрии, 18 июня был в сражении под Силистрией, затем с войсками генерал-поручика Унгерн-Штернберга перешёл к Измаилу на зимние квартиры и оставался в городе до заключения Кучук-Кайнарджийского мира (15 июля 1774 г.).
По окончании войны Экельн вернулся в Петербург и находился при команде Генерального штаба, где 20 июня 1777 г. был назначен дивизионным обер-квартирмейстером. Через два года, 29 октября 1779 г., Экельн был пожалован в подполковники и в этом чине 1 января 1782 г. командирован с генерал-поручиком Ф. В. Бауером в Кронштадт для наблюдения за постройкой Кронштадтской каменной гавани, где и находился под начальством адмирала Грейга по 4 мая 1783 г. Затем именным повелением был назначен в свиту принца Вюртембергского и командирован в Херсон, по возвращении же в Петербург 19 сентября того же года находился при первой дивизии. 22 сентября 1785 г., в награду за надзор при постройке каменной гавани в Кронштадте, Экельн был пожалован орденом св. Владимира 4-й степени.
7-го мая 1786 г. он был переведён в первый батальон Финляндского егерского корпуса. Во время русско-шведской войны 1788 г. Экельн находился в авангардном корпусе генерал-поручика Михельсона и 27 июля участвовал в сражении при деревне Утти, а затем командовал цепью войск, расположенной против неприятельской границы. 20 апреля 1789 г. Экельн был произведен в полковники, с переводом в Нашебургский пехотный полк. 26 ноября 1792 г. он был пожалован орденом св. Георгия 4-й степени (№ 937 по списку Григоровича — Степанова, № 511 по списку Судравского)
За храбрые и мужественные подвиги, оказанные в 789 году во многих сражениях, а особливо 14 июня при Коувале и при переправе через реку Кюмень
В 1794 г. под начальством князя C. Ф. Голицына Экельн участвовал в усмирении польских мятежников в Литве и Курляндии; 4 июня разбил польского генерала Прозори у города Бирзек, затем, командуя авангардом, прогнал передовые неприятельские войска при местечке Позволь, мызы Янишкел, и 20 июля уничтожил многочисленный корпус мятежников под командой генералов Гедровича, Гельгуда, Бистрома и бригадира Селистровского, при местечке Салат, за что 15 сентября был пожалован орденом св. Владимира 3-й степени.
3 октября 1793 г. Экельн присягнул на подданство России при Нашебургском мушкетерском полку, в котором 24 ноября 1794 г. был произведён в бригадиры; по прошествии 2-х лет, 3 января 1796 г., он был переведён в Воронежский мушкетерский полк; 27 января 1797 г. был назначен генерал-майором, а 17 сентября 1798 г. произведён в генерал-лейтенанты.
29 января 1799 г., вследствие неприведения полка в течение 2-х лет в положение, требуемое уставом, Экельн был исключен из службы, но 24 ноября 1800 г. вновь принят и назначен состоять по армии. 3 декабря 1800 г. Экельн был назначен на место Долгорукова командиром Тульских оружейных заводов. При восшествии на престол Александра I Экельн после коронации представил государю избранных оружейников с подношением превосходной отделки оружейных изделий и стальных вещей, за что был осчастливлен Всемилостивейшим рескриптом. Благодаря заботам Экельна в Туле был построен новый двухэтажный каменный дом для заводских командиров и учрежден особый комитет под его председательством для обсуждения заводских дел. В ноябре 1803 г. он был уволен от директорства. Скончался Экельн в июне 1804 года.